# Fandène
Fandène ist eine Gemeinde (commune) im Département Thiès der Region Thiès, gelegen im zentralen Westen Senegals. Sie besteht aus dem namensgebenden Hauptort (chef-lieu) sowie weiteren Dörfern (villages) und Weilern (hameaux).

## Geographische Lage
Fandène liegt im Erdnussbecken Senegals. Das Gemeindegebiet legt sich als Kragengemeinde eng um die Regional- und Départementspräfektur Thiès, sodass dieser Großstadt für die wachsende Bevölkerung kaum noch Raum für Stadterweiterungen bleibt; vielmehr ist hauptsächlich entlang der südlichen Stadtgrenze die Bebauung nahtlos über diese hinausgewachsen und erreicht schon fast die Außengrenze der Kragengemeinde. Eine kommunale Neugliederung, wie sie im Jahr 2021 in der Region Dakar im Rahmen der Errichtung des Départements Keur Massar stattgefunden hat, steht deshalb auch für Gemeinden der Region Thiès in der öffentlichen Diskussion.
Der Hauptort Fandène liegt siebeneinhalb Kilometer östlich des Stadtzentrums von Thiès und 63 Kilometer östlich von Dakar. Das Gemeindegebiet hat eine Fläche von 194,60 km². Benachbart sind, abgesehen von den eine Enklave bildenden Stadtbezirken Thiès Nord, Thiès Est und Thiès Ouest, im Uhrzeigersinn die Kommunen Keur Moussa im Westen, Mont Rolland und Chérif Lo im Norden, Thiénaba im Osten und im Süden Notto.

## Geschichte
Das Dorf Fandène war seit 1972 Hauptort einer Landgemeinde (communauté rurale). Im Jahr 2014 erhielt Fandène, wie in Senegal alle communautés rurales, den landesweit einheitlichen Status einer Gemeinde (commune).

## Bevölkerung
Die letzten Volkszählungen ergaben jeweils folgende Einwohnerzahlen:
| Jahr | Einwohner |
| ---- | --------- |
| 2002 | 15.718    |
| 2013 | 28.050    |
| 2023 | 47.139    |

## Verkehr
Der Hauptort Fandène wird nicht von dem Fernstraßennetz Senegals erschlossen. Es führt lediglich eine asphaltierte Stichstraße von Thiès dorthin. Auch alle anderen Verkehrsverbindungen des Gemeindegebiets einschließlich der Bahnstrecke Dakar–Niger sind auf Thiès zentriert und queren das Gemeindegebiet radial in alle Richtungen. Lediglich im bevölkerungsstarken Süden gibt es eine Art Umgehungsstraße als Ost-West-Verbindung durch die Gemeinde, die allerdings aus der Satellitenperspektive nach dem Stand von 2024 nur eine geschotterte Fahrbahn aufweist und streckenweise dem Verlauf der mautpflichtigen Autoroute 2 folgt.